# Terry Alexander
Pour les articles homonymes, voir Alexander.
Terry Alexander, né le 23 mars 1947, est un acteur afro-américain, qui est mieux connu pour son rôle de Jean dans le film de George A. Romero de 1985 Le Jour des morts-vivants. Il avait un rôle dans On ne vit qu'une fois dans le début des années 1990, en tant que chef de la police Troy Nichols. Il a également eu de nombreux petits rôles dans des films et des émissions de télévision, ainsi que dans des publicités.

## Filmographie

### Cinéma
- 1973 : Le Loup-garou de Washington : Garde
- 1984 : Flashpoint : Peterson
- 1985 : Le Jour des morts-vivants : John
- 1989 : House 3 : Casey
- 1994 : Amateur : Frank, the Cook
- 1997 : Complots : Flip
- 1997 : Hurricane Streets : Duane
- 1999 : Gloria : Transit Cop #2
- 2016 : Ihailed
- 2021 : Dark Offerings : Dr. Mantis Tobogan
- 2022 : Stream : Detective Hart
- 2023 : Night of the Living Dead 2 : Shaun

### Courts-métrages
- 1990 : Hot Hippo
- 2019 : The Last Call : Harry Cunningham

### Télévision

#### Séries télévisées
- 1964 : Another World : Sgt. Zach Richards (1972-1974)
- 1977 : The Andros Targets : Beanie
- 1978 : King : Bernard Lee
- 1979 : Salvage 1 : Firing Squad Officer
- 1981-1983 : Capitaine Furillo : Quincy / Monroe / Theo Monroe
- 1982 : Fame : Mr. Belmont
- 1983 : AfterMASH : Johnson
- 1983 : Casablanca
- 1983-1984 : Benson (en) : Mr. Adams / Richie
- 1984 : Allô Nelly bobo
- 1984 : Nuits secrètes : Sir Douglas
- 1988 : Amen : Stage Manager
- 1990 : Equal Justice : Freddy
- 1990 : On ne vit qu'une fois : Troy Nichols
- 1995 : New York Undercover : Dr. Crowley
- 1996 : New York Police Blues : Det. Bauman
- 1999 : Homicide : Larry Moss
- 1999 : New York - Police judiciaire : Harry Gales
- 2000-2001 : Enquêtes à la une : Jono / National
- 2001 : New York, unité spéciale : Security Supervisor
- 2001 : The Education of Max Bickford : Gil Bryant
- 2001 : Tribunal central

#### Téléfilms
- 1980 : Un ange sur le dos : Luke
- 1982 : Benny's Place : Jason MacWilliams
- 1982 : Desperate Lives : Robert Walsh
- 1982 : Terreur mortelle
- 1982 : The First Time : Chief Duty Officer
- 1995 : Cagney & Lacey: Together Again : Jacques
- 1999 : Double Platinum